# سازمان داوطلبان ایرلندی

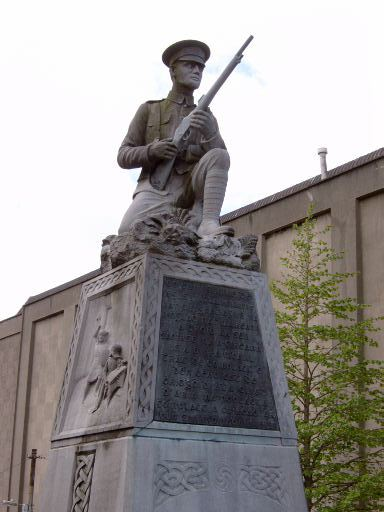
تندیس یک رزمندهٔ داوطلب ایرلندی در بالایِ بنایِ یادبود جنگ استقلال ایرلند در دوبلین - ۲۰۰۳

 سازمان داوطلبان ایرلندی سازمانی نظامی بود که در سال ۱۹۱۳ توسط ملی گرایان ایرلندی تشکیل شد. سازمان در پاسخ به تشکیل سازمان داوطلبان آلستر تأسیس شده بود ولی هدف اصلی خود را پیگیری و دفاع از حقوق اولیه مردم ایرلند معرفی نمود. سازمان شامل مجمع گالیک، هیبرنیان، شین فین و سازمان برادری جمهوریخواه ایرلند بود. اعضای سازمان در جریان قیام عید پاک علیه سلطه انگلستان شرکت کردند. پس از آنکه گروه‌هایی چون انجمن زنان، فیانا و ارتش شهروندان ایرلند به سازمان فوق پیوستند، ارتش جمهوری خواه ایرلند شکل گرفت.